# 吴阳镇
吴阳镇是中华人民共和国广东省湛江市吴川市下辖的一个乡镇级行政单位。，位于吴川市西南部，鉴江出海口，人口10万多人，下辖19个村（居）委会，155个自然村，是中国历史文化名镇，广东省中心镇。

## 行政区划
吴阳镇下辖以下地区：
街道社区、霞街社区、白沙社区、上郭社区、那蒙村、那良村、那郭垌村、闸口村、新甬村、水洒村、三端村、大屯村、桥头村、芷寮村、文塔村、限口村、沙角旋村、海山村和秧义村。

## 旅游资源
极浦亭（南宋）；圣殿学宫（元朝）；双峰塔、上郭读书楼（明朝）；状元故居、状元纪念馆（清朝）；文天祥纪念馆、金海岸旅游区（现代）